# 바인 쌔오
바인 쌔오(베트남어: bánh xèo)는 울금을 넣어 노란 쌀가루 반죽물에 채소와 해산물 등을 넣어 크레프처럼 얇게 부친 베트남의 전통 음식이다. 느억 쩜에 찍어 먹는다.

## 이름
베트남어 "바인(bánh)"은 한자 "餠(한국 한자음: 병)"에서 나온 말로, 쌀가루나 밀가루 등 곡분이나 찧은 밥 등으로 만든 음식을 두루 일컫는다. "쌔오(xèo)"는 지글거리는 소리를 나타내는 말로, "쌔오 쌔오(xèo xèo)"가 한국어 "지글지글"과 유사하다.

## 사진 갤러리

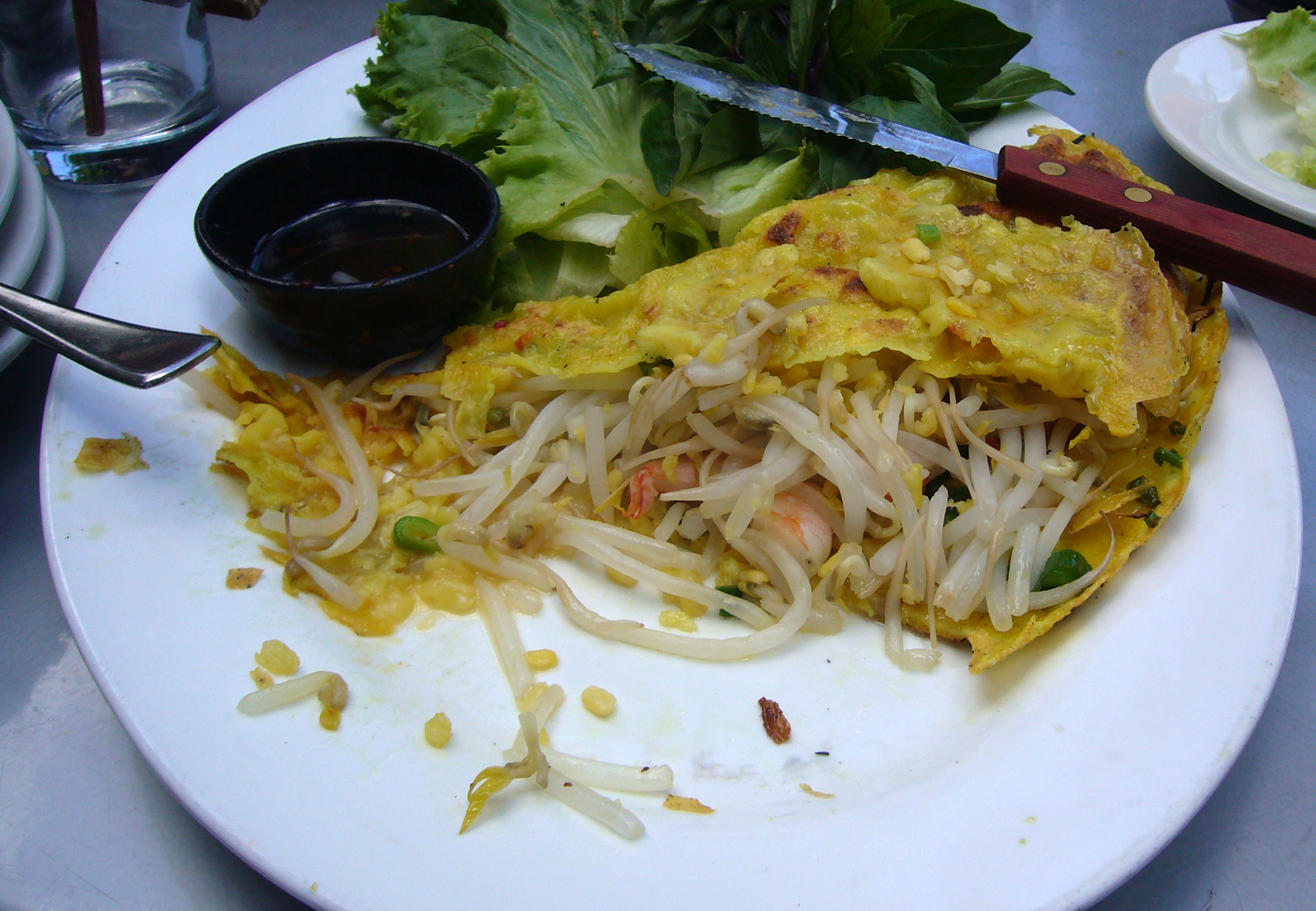
바인 쌔오 속의 숙주나물과 새우
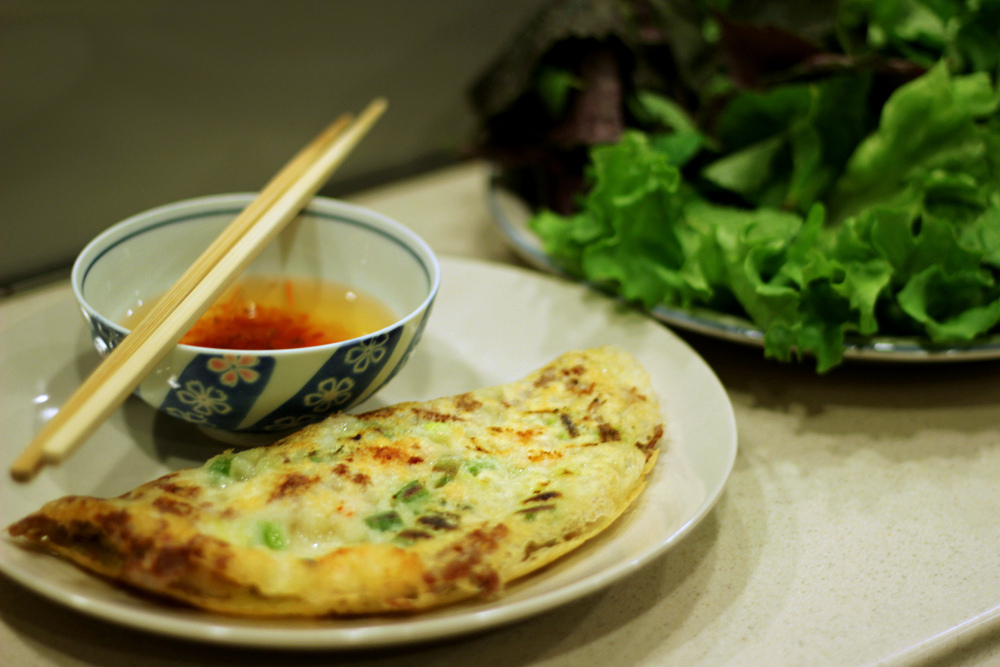
바인 쌔오와 느억 쩜

## 같이 보기
- 무르타박
- 바인 콧
- 부침개
- 빈대떡
- 젠빙
- 크레프